# Авдєєв Олександр Борисович
Олекса́ндр Бори́сович Авдє́єв (нар. 23 березня 1972, Одеса — пом. 17 січня 2001, Олександрівка) — український футболіст, що виступав на позиції півзахисника. Відомий за виступами в українських футбольних клубах різних ліг, у тому числі у складі сімферопольської «Таврії» у вищій українській лізі.

## Кар'єра футболіста
Олександр Авдєєв є вихованцем футбольної школи одеського «Чорноморця», втім, у його складі він зіграв лише два матчі Кубка СРСР та один матч Кубка України, з радянських часів граючи в дублюючому складі команди. Натомість після початку розіграшу незалежних чемпіонатів України Авдєєв розпочав виступи за другу команду «Чорноморця», яка в першому чемпіонаті України грала в першій лізі, а в другому чемпіонаті — в другій лізі, зіграв за другу команду моряків у чемпіонатах України 57 матчів. У 1993 році став гравцем команди вищої ліги «Таврія» з Сімферополя, проте зіграв у складі кримчан лише 1 матч чемпіонату й повернувся до Одеси, де вже за місяць став гравцем команди першої ліги СК «Одеса». У складі колишньої армійської команди футболіст грав протягом 4 років, зігравши 142 матчі чемпіонату України. У 1997 році Олександр Авдєєв став гравцем іншої команди першої ліги «Поліграфтехніка» з Олександрії, за яку за два роки зіграв 51 матч. Пізніше футболіст грав у складі аматорських команд «Сигнал» з Одеси та «Дністер» з Овідіополя.
17 січня 2001 року під час матчу меморіалу Сергія Роздорожнюка в селищі Олександрівка Олександрові Авдєєву раптово стало погано, й він знепритомнів на футбольному полі. Машина швидкої допомоги доставила футболіста в міську лікарню Іллічівська, проте він помер ще під час транспортування в лікарню.